# Cape Cornwall

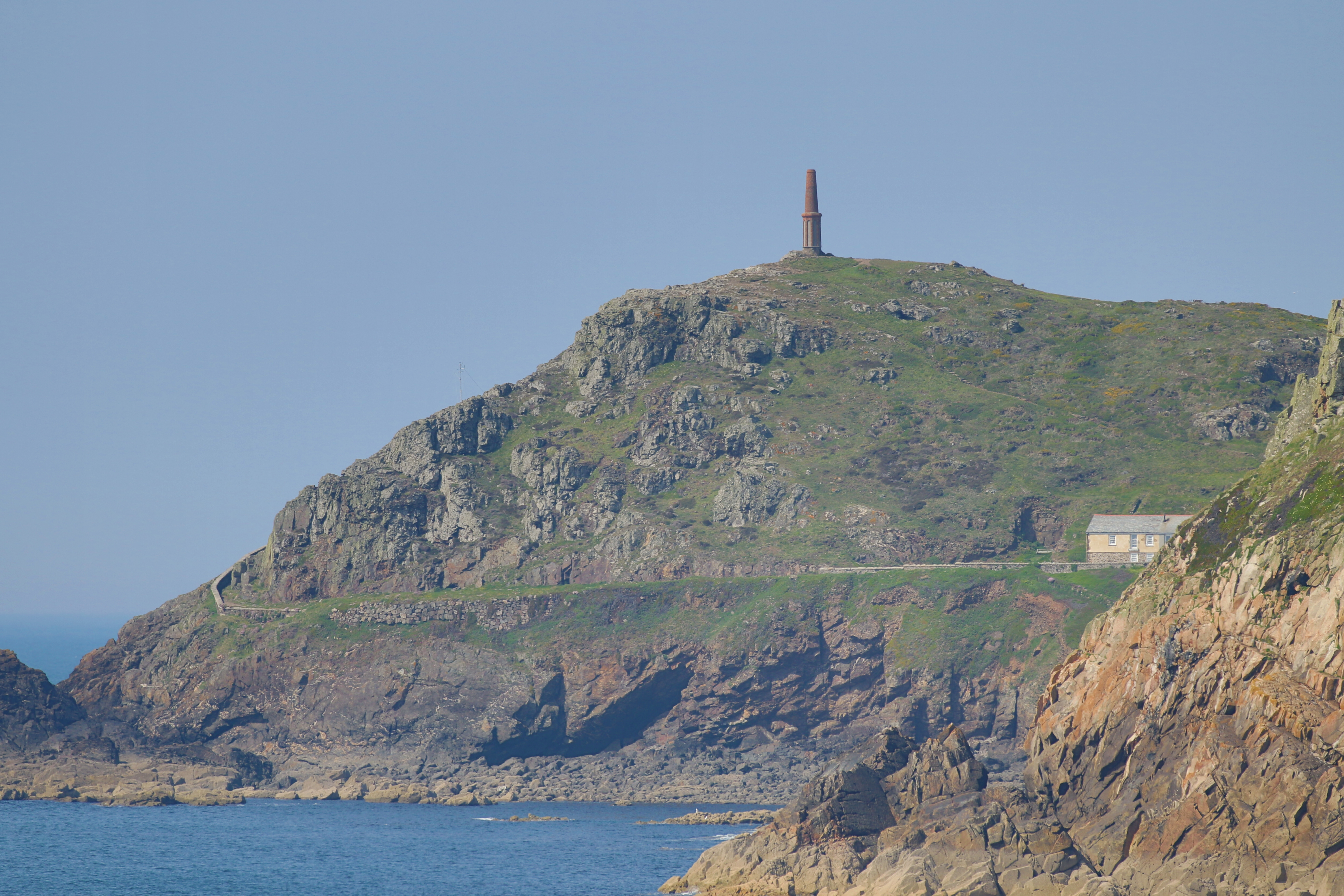
Cape Cornwall

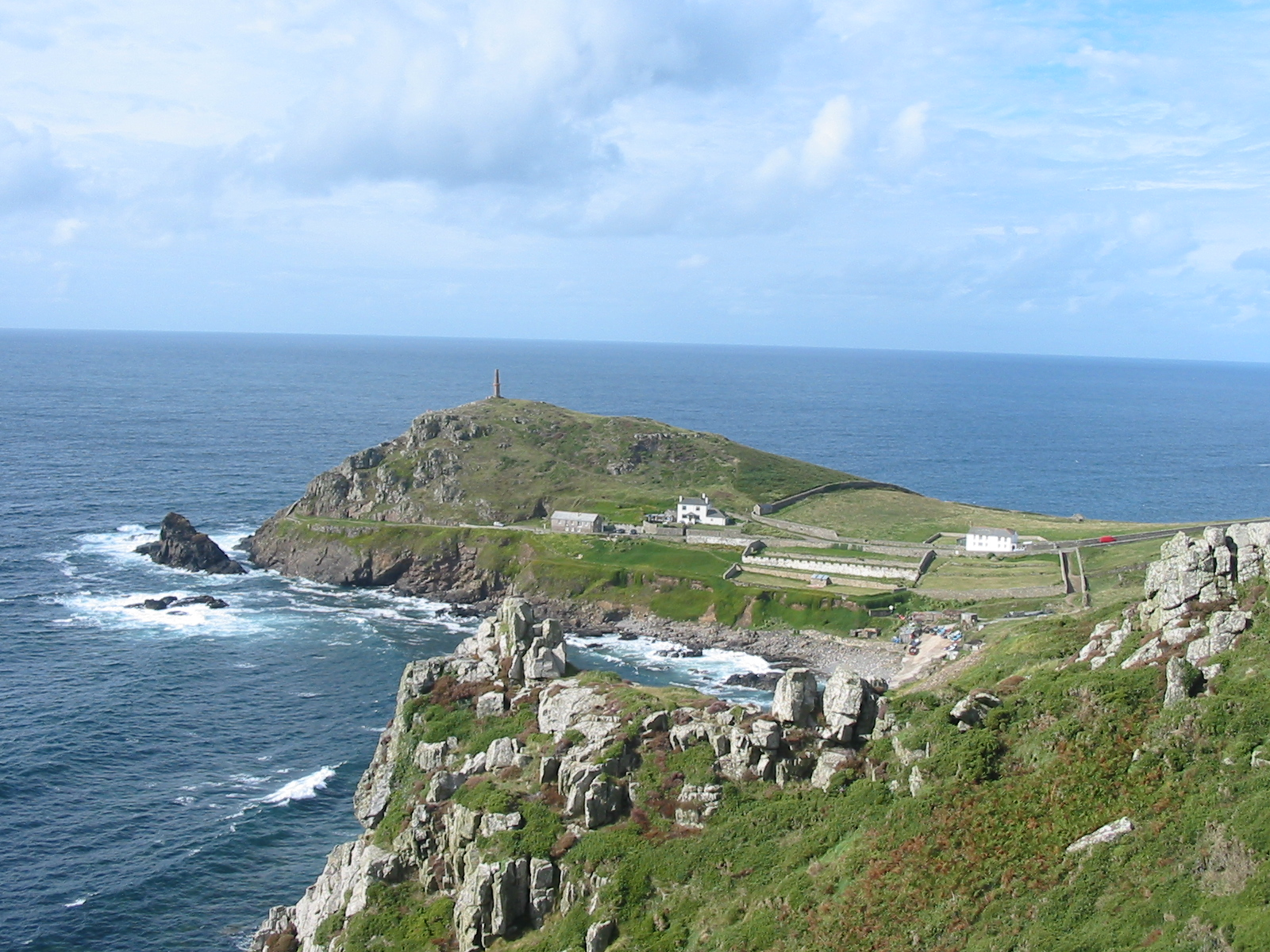
Cape Cornwall

Cape Cornwall (korn. Pen Kernow) – przylądek w Anglii, w Kornwalii na półwyspie Penwith. Jest umowną granicą między wybrzeżem Oceanu Atlantyckiego a kanału La Manche. Przez długi czas uważany był za najbardziej na zachód wysunięty punkt Anglii. Cape Cornwall jest jedynym  przylądkiem w Anglii zawierającym w nazwie cape. Na szczycie wzgórza przylądkowego znajduje się kamienny monument oraz ruiny starej kapliczki Oratorium św. Heleny. Prowadzą tam dwie ścieżki spacerowe.

## Położenie i komunikacja
Przylądek jest położony ok. 6,7 km na północ od Land’s End na zachód od St Just. Dojazd jest możliwy lokalną drogą, odnogą A3071. Na miejscu znajduje się parking samochodowy i toalety.

## Historia
W epoce brązu przylądek był miejscem pochówku zmarłych. W czasach przed inwazją Rzymian znajdowało się tu grodzisko. Miejsce to było użytkowane w czasach panowania Rzymian na wyspie, o czym świadczy znalezisko w postaci krzyża z tamtych czasów, jak i pochodząca z IV w. n.e. kapliczka Oratorium św. Heleny. Krzyż zaginął, prawdopodobnie wrzucony przypadkowo do studni przez proboszcza. W XIX w. miejsce należało do kapitana Francisa Oatesa, mieszkańca Kornwalii i górnika, który wykupił je za pieniądze zarobione przy zarządzaniu kopalnią w południowej Afryce. Obecnie przylądek jest własnością National Trust, organizacji zajmującej się ochroną dziedzictwa kulturowego i przyrodniczego w Wielkiej Brytanii.